# Storia dell'Induismo
La storia dell'Induismo è, per gli storici delle religioni e gli orientalisti, lo sviluppo che portò, dalle prime divinità della Civiltà della valle dell'Indo, alla religione definita come Induismo e che riguarda la cultura di tutto il subcontinente indiano.

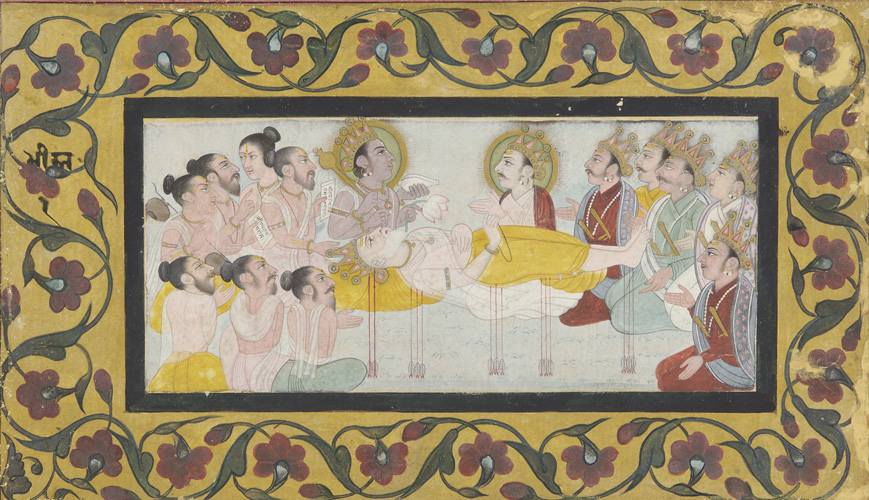
Bhīṣma agonizzante sul letto di frecce (illustrazione dell'episodio finale del VI parvan del Mahābhārata; XVIII secolo, conservato presso The Smithsonian Museum of Asian Art di Washington). Bhīṣma, figlio del re Śāntanu e della dea Gaṅgā, il quale aveva rinunciato ai propri diritti regali facendo voto di castità e dedicandosi all'ascesi, viene ucciso in combattimento dalle frecce di Śikhaṇdin e di Arjuna. Tale è il numero di frecce che rendono agonizzante Bhīṣma che il suo letto di morte sarà costituito da esse. Durante l'agonia, che permarrà per cinquantotto giorni, Bhīṣma elargirà importanti dottrine inerenti al Dharma (dottrine che sono raccolte nei parvan XII e XIII del Mahābhārata), venendo onorato da dèi e da eroi, anche nemici, tra cui lo stesso Arjuna che donerà all'asceta guerriero tre frecce dove posare il capo.

## La religione della Civiltà della valle dell'Indo

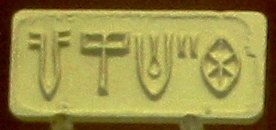
Un esempio di cinque caratteri della presunta scrittura della Civiltà della valle dell'Indo, ancora non decifrata, raccolti in un sigillo

La generalità degli studiosi considera il Vedismo, la religione dei Veda praticata dagli indoari, all'origine di quello indicato come Induismo. Tuttavia, come segnala Alf Hiltebeitel, vi sono buoni motivi per ritenere che le credenze religiose delle popolazioni della Valle dell'Indo, siano elementi importanti per stabilire le radici dell'Induismo, ma la conoscenza di tali credenze religiose non può che essere di tipo congetturale essendo a noi del tutto sconosciuta la scrittura e quindi la lingua (probabilmente di ceppo dravidico) di quella civiltà, documentata su numerosi sigilli di steatite rinvenuti nei siti archeologici.

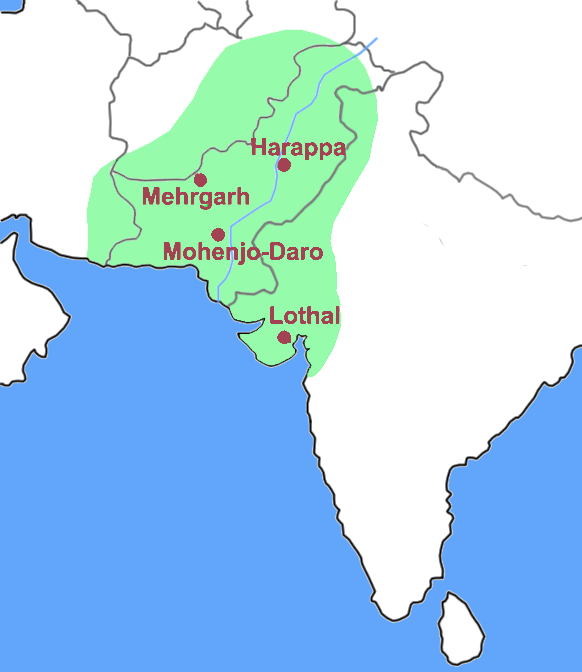
L'area della Civiltà della valle dell'Indo. Si ritiene che questa civiltà si sia sviluppata intorno al 2500 a.C. tramontando intorno al 1800 a.C.; elementi della sua cultura religiosa sono poi riverberati nell'Induismo

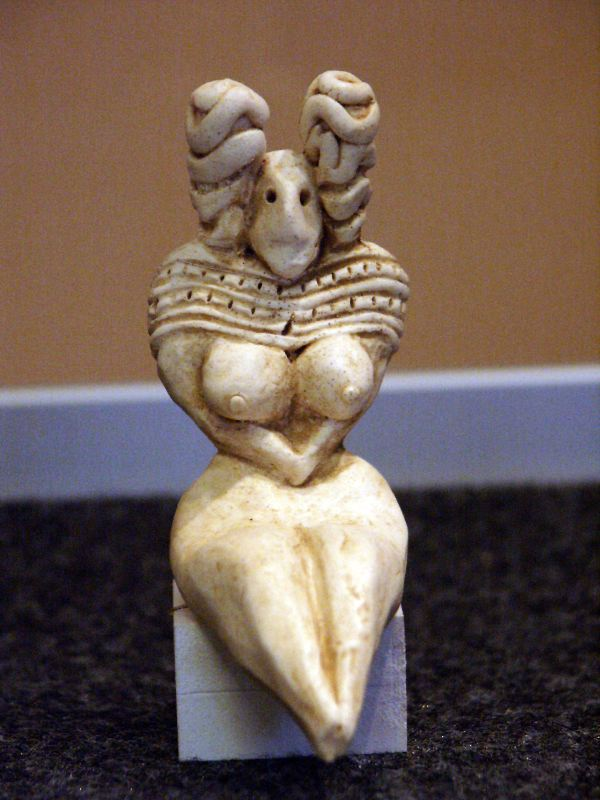
Statuetta della Dea della Civiltà della valle dell'Indo rinvenuta a Mehrgarh risalente al 3000 a.C. (Museo Guimet di Parigi)

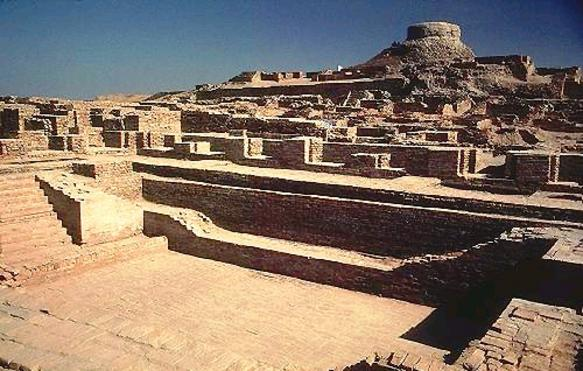
Gli scavi archeologici a Mohenjo-daro

Questa civiltà ha origine nel Neolitico (7000 a.C.), si è sviluppata a partire dal 3300 a.C.-2500 a.C. ed è tramontata intorno al 1800-1500 a.C. Fu una civiltà agricola e urbanizzata molto sviluppata, con legami commerciali con la Mesopotamia, che ha lasciato delle importanti vestigia e delle opere d'arte. Sono documentati diversi elementi di eredità linguistica e iconografica tra la Civiltà della valle dell'Indo e la cultura dravidica dell'India meridionale.
In base alla grande quantità di figurine rappresentanti la fertilità femminile ritrovate, sembra che vi fosse venerata una divinità femminile e tale figura potrebbe essere all'origine del culto della Dea propria dell'Induismo successivo.
Della Civiltà della valle dell'Indo si conservano anche dei sigilli, collegabili anche questi ai corrispettivi sumeri e soprattutto elamiti. Se le immagini di statuette prediligono rappresentare la divinità femminile in forma umana mentre quella maschile sotto forma animale (soprattutto toro, bufalo d'acqua e zebù). Il cosiddetto sigillo del "proto-Paśupati" (Signore degli animali) o "proto Śiva" è indicato con questo nome in quanto identificato da alcuni studiosi come l'antesignano dello Śiva induista.
Le Civiltà della valle dell'Indo decadde improvvisamente intorno al XIX secolo a.C. a causa, sembrerebbe, di mutamenti climatici come le siccità o le inondazioni. Ciononostante a Mohenjo-daro sono stati rinvenuti scheletri di vittime di una morte violenta, caduti lì dove sono stati ritrovati, secondo Mortimer Wheeler ciò testimonierebbe, comunque, l'invasione degli indoari. Nel 1500 a.C., l'arrivo dei conquistatori indoari nell'area oggi del Punjab, sempre per Thomas J. Hopkins e Alf Hiltebeitel, fece sì che tale cultura religiosa venisse ereditata solo dalle culture dravidiche dell'India meridionale, sopravvivendo al Nord ma limitata a piccole comunità rurali e riemergendo nel periodo tardo e post vedico.

## IVeda, la religione vedica e il Bramanesimo
La religione vedica corrisponde a quella raccolta di testi, il Veda, tramandata oralmente per secoli da scuole brahmaniche (dette sākhā) prima di essere messa per iscritto in epoca moderna. Successivamente gli indoari si spostarono verso Sud e verso Est in un processo di conquista che non fu mai terminato, essendoci tutt'oggi vasti territori dell'India meridionale ed orientale dove ancora si parlano dialetti dravidici e munda.
Anne-Marie Esnoul evidenzia come nella civiltà e nella letteratura religiosa vedica (comprensiva in questo caso dei Veda e dei loro commentari Brāhmaṇa) non si riscontra alcuna riflessione sulla 'sofferenza' nel mondo, sul ciclo delle rinascite (saṃsāra) e, di conseguenza sui percorsi di liberazione da esso, quanto piuttosto il godimento (bhukti) della vita terrena. È quindi solo con le prime Upaniṣad (IX secolo a.C.) che si avvia la riflessione teologica indiana sulla sofferenza nel mondo e sulla necessità di un percorso di liberazione da essa. E questo corrisponderebbe all'avvio del periodo assiale individuato da Karl Jaspers che si riscontrerà nel successivo pensiero upaniṣadico e quindi nell'Induismo.

### Idevae il sacrificio vedico
La Religione vedica è decisamente politeistica e nei Veda vengono citati numerosi dèi (deva), certamente in numero maggiore dei trentatré (trayastrimsas) a cui la tradizione fa riferimento. Gli dèi vedici sono per lo più indoeuropei e alcuni di questi corrispondono, ad esempio, agli dèi presenti nei culti iranici e citati nell'Avestā.
Gli antichi inni del Ṛgveda non prestano particolare attenzione al rito religioso quanto piuttosto esaltano le gesta degli dèi, ma quando essi invitano, per mezzo del sacrificio, gli dèi a partecipare ai banchetti sacrificali due sono le divinità sempre convocate: Agni e Soma. Il primo è il dio del fuoco, colui che consumando le offerte ha il compito di portarle alle altre divinità, il secondo, Soma, corrisponde anche alla pianta, e al succo che per mezzo del rito sacrificale se ne estrae, dell'immortalità (amṛta).
Gli dèi vedici hanno raggiunto l'immortalità, non dormono, non muovono le palpebre degli occhi, non possiedono un'ombra, hanno corpi fisici sottili (tanū) con cui si cibano e si accoppiano, e questi corpi sono molteplici, polimorfi e possono apparire sotto forme umane o animali. 

L'antico rito sacrificale vedico dell'agnicayana (lett. "accumulo di Agni") ancora praticato dai brahmani ultraortodossi, detti Nambūṭiri, del Kerala. Questo rito richiede la costruzione di un altare del fuoco (vedi) a forma di uccello composto da più di duemila mattoni (iṣṭaka). Il rito ha la durata di dodici giorni, e durante la costruzione occorre, tra l'altro, la recitazione di specifici mantra estratti dal Veda

Nei testi più antichi, come il Ṛgveda, i termini con cui vengono indicate le divinità sono deva e asura e questi termini sono spesso intercambiabili.
Oltre ai già menzionatiAgni e Soma, particolare attenzione prestano i Veda al gruppo dei sei Āditya:
- Varuṇa, è sicuramente il più importante Āditya e tra le divinità fondamentali degli inni vedici; è strettamente collegato con la nozione di Ṛta;
- Mitra, è un dio minore negli inni vedici e si invoca per sigillare alleanze o contratti;
- Aryaman, è il deva legato al matrimonio e all'ospitalità;
- Bhaga, è il dio legato alla funzione del sovrano quando distribuisce la preda di guerra o i prodotti collettivi tra i membri adulti delle tribu arie, è legato all'eredità dei beni;
- Dakṣa, negli inni vedici è il garante dell'efficacia e del successo del sacrificio;
- Aṃśa, è collegato e invocato per l'acquisizione dei beni mediante la buona sorte.

Altre divinità vediche sono Rudra, l'antesignano dello Śiva induistico e Viṣṇu che invece successivamente ingloberà la divinità eroica e post vedica Kṛṣṇa. Il deva più menzionato dal Veda è Indra, colui che uccide con il vajra (la folgore) il serpente cosmico Vṛtra dando inizio alla creazione, il dio guerriero per eccellenza che sconfigge i malvagi dāsa.
Come evidenzia Saverio Sani il rituale del sacrificio vedico (yajña) è il mezzo con cui gli uomini scambiavano doni con gli dei. Saverio Sani nota anche come nella cultura sacrificale vedica siano del tutto assenti templi o costruzioni stabili dedicate ai sacrifici, non abbiamo inoltre elementi che possano far ritenere l'esistenza di statue o immagini delle divinità vediche. Il luogo del "sacrificio vedico" era tuttavia delimitato e preparato con grande cura e precisione, con specifiche aree deputate a riti particolari. Il sacrificio vedico poteva essere tuttavia celebrato in qualsiasi luogo scelto, il che si adattava alla vita seminomade degli antichi indoari. Gli attrezzi adibiti al sacrificio (vasi, coppe, mestoli, ecc. collettivamente indicati con il sostantivo maschile sambhārá) provenivano da quelli utilizzati durante la vita quotidiana e resi sacri solo sul momento. Elemento fondamentale del "sacrificio vedico" era il fuoco e asse centrale del suo rito era l'offerta al fuoco di alimenti o bevande. L'atto di offerta al fuoco era denominato agnihotra (offerta al fuoco), qualsivoglia cerimonia vedica comprendeva l'agnihotra.
Secondo Jan C. Heesterman il sacrificio vedico era di tipo agonistico. Il ruolo centrale in questo caso era affidato al deva Indra e il procedimento sacrificale prevedeva gare tra carri e competizioni verbali (brahmodya) tra gli officianti dove «è in ballo la spartizione della vita e della morte fra i partecipanti».
Sempre secondo Jean C. Heesterman anche la nozione del brahman è collegato, nelle quattro raccolte degli inni dei Veda, alla contesa verbale, ovvero al rito del Brahmodya propria della cultura vedica con particolare riferimento al sacrificio del cavallo (aśvamedha). In questo contesto, prima del sacrificio i due officianti si sfidavano con domande enigmatiche, colui che riusciva a risolverle affermava di sé stesso:
Queste contese non erano affatto pacifiche, il concorrente che insisteva a sfidare il vincitore con ulteriori enigmi avrebbe pagato con la sua testa i suoi affronti.

### La "riforma" rituale deiBrāhmaṇa
Tra l'XI e il IX secolo a.C. vengono a formarsi dei testi, composti sempre in sanscrito vedico, indicati con il nome di Brāhmaṇa. Lo scopo religioso di questi testi è quello di regolare i rapporti tra formule sacrificali (mantra) e le azioni (karman) eseguite nel corso dello stesso sacrificio vedico.
Tale regolazione acquisisce chiaramente un ruolo di riforma della visione del mondo, che "fece nascere una nuova concezione del sacrificio".
Il ruolo del sacrificio vedico, che da ora è proprio del sacerdote indicato come brahman, diviene, se correttamente eseguito, un procedimento automatico per ottenere dei risultati o spiegare gli eventi che precedentemente erano attribuiti all'intervento degli dei. Il rito del sacrificio assume un'importanza talmente centrale da mettere in ombra la potenza degli dèi stessi, ridotti ad elementi utili alla realizzazione dei riti sacri, veri sostegni dell'universo
I brahmani finirono per porre sotto il loro controllo tutto ciò che era di pertinenza filosofica-religiosa: educazione, ordinamento della società, culto, interpretazione del decorso del mondo.
Così nei Brāhmaṇa acquisiscono un ruolo superiore quelle divinità e quelle pratiche proprie o collegate alla casta sacerdotale: se nel Ṛgveda (I,110) fu Savitar a consegnare l'immortalità ai Ṛbhu, nell'Aitareya Brāhmaṇa questo risultato viene raggiunto con il tapas (l'ardore ascetico); se nel Ṛgveda è Indra il re degli dèi e la sua potenza e stata a lui da loro conferita (VI, 20,2), nel Jaiminīya Brāhmaṇa (II,141) è invece Prajāpati ad averlo creato e solo dopo, proprio per mezzo di un rito sacrificale, gli ha consegnato la supremazia sulle altre divinità; se nella lotta che emerge nella precedente letteratura religiosa tra deva e asura (termini che negli inni più antichi del Ṛgveda sono ancora intercambiabili, mentre in un inno tardo, il X,157,4, essi rappresentano due entità distinte in lotta fra loro e dove i deva finiscono per avere la supremazia sugli asura), nel Jaiminīya Brāhmaṇa (I,123) questa vittoria fu dovuta al fatto che i deva, a differenza degli asura, conoscono i dettagli rituali; infine nel Śatapatha Brāhmaṇa (V,2,3,7) Indra uccide il serpente cosmico Vṛtra non più con il vajra (Ṛgveda, I,32,2-4) ma per mezzo dell'efficacia di un rito.
Allo stesso modo se il termine/nozione di brahman originerebbe da una figura dell'India vedica vincitrice nelle gare sacrificali poetico-enigmatiche, con l'ingresso della letteratura in prosa dei Brāhmaṇa si osserva, a partire dal X secolo a.C., un radicale cambiamento: al rituale agonistico si sostituisce il rituale rigidamente codificato e pacifico
Nel contesto dei Brāhmaṇa il brahman da espressione dell' "enigma cosmico" oggetto di competizione sacerdotale diviene la stessa formula sacrificale oggettiva e trascendente che si concretizza nel rituale gestito da una casta sacerdotale.
Il saggista Roberto Calasso, indagando i motivi per i quali, a differenza di altre civiltà, di quella vedica e di quella antico-brahmanica non rimane praticamente nulla se non dei testi religiosi che si occupano esclusivamente della conoscenza dei rituali e delle divinità ad essi collegati, conclude che i loro rappresentanti erano primariamente interessati a tutto ciò che ineriva alla presenza mentale e ai relativi stati di coscienza

### L'interiorizzazione del sacrificio negliĀraṇyakae le riflessioni 'teologiche' delleUpaniṣad

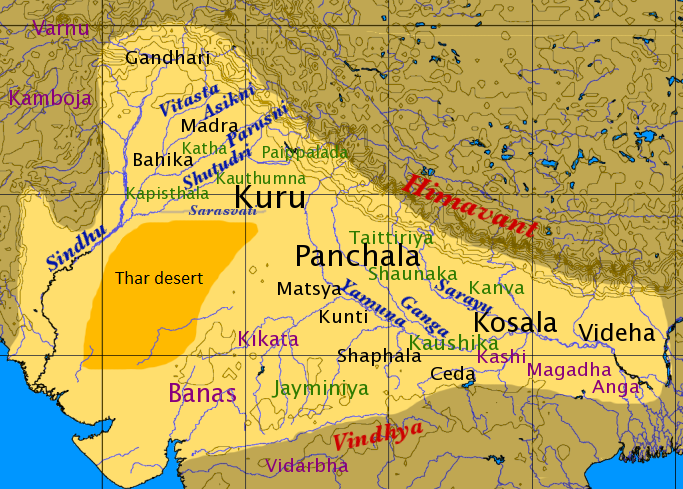
L'India vedica al tempo della formazione delle prime Upaniṣad (IX secolo a.C.). Corrisponde al territorio abitato dagli Ārya (indoari, abitanti l'Āryavārta), la Terra di mezzo (Madhyadeśa) dove vive l'antilope nera (kṛṣṇasāra mṛga).

Accanto, ma comunque successivi ai Brāhmaṇa e sempre intorno al X secolo a.C., compaiono gli Āraṇyaka, testi che, secondo Jan C. Heesterman, rappresenterebbero la reazione di alcuni kṣatriya alla loro esclusione dai rituali vedici indicati nei Brāhmaṇa e, conseguentemente, il loro tentativo di acquisire uno status religioso segreto. Negli Āraṇyaka emerge dunque uno spostamento del rito sacrificale dal villaggio ai luoghi selvaggi e una minore attenzione alla descrizione del rito con la valorizzazione della sua interiorizzazione dove, ad esempio, esso viene equiparato all'alternarsi tra respiro e parola, giungendo così a creare delle corrispondenze tra il rito sacrificale e la vita di colui che vi medita.
A partire dal IX secolo a.C. vengono ad essere dei testi che risulteranno fondamentali per il successivo Induismo: le Upaniṣad.
Questi testi non presentano un pensiero filosofico religioso organizzato quanto piuttosto consistono in un approfondimento delle credenze e delle pratiche religiose presenti nei Veda e nei Brāhmaṇa, e, secondo Karl Jaspers, rappresentano in India il suo avvio nel periodo assiale.
All'interno di questo contesto se nei Veda già compare l'intuizione di una unità sottostante a tutte le divinità e nel Samāvidhāna Brāhmaṇa (I,1,3) tale unità è indicata nel brahman, per la Bṛhadāraṇyaka Upaniṣad occorre comprendere che non vi è differenza non solo tra gli dèi ma anche tra gli dèi, gli uomini e il Tutto e questo Tutto origina ed è il Brahman.
Da ciò si evidenzia, secondo Gianluca Magi, che per i pensatori delle Upaniṣad, esiste un principio naturale chiamato brahman che si trova alle fondamenta di ogni manifestazione, di qualunque natura essa sia. Così il brahman da "enigma cosmico" della contesa sacrificale vedica, divenuto la "formula" del sacrificio e unità sottostante ai deva nei Brāhmaṇa, acquisisce, con le Upaniṣad, la nozione di fondamento e origine dell'intero reale.
Allo stesso modo la nozione di karman che se nei Veda è inteso come l'azione sacrificale e nei Brāhmaṇa diviene il risultato, soprattutto futuro, della corretta azione sacrificale, nelle Upaniṣad diviene la legge di "causa-effetto" che condiziona ogni esistenza, essendo ogni esistenza di per sé un'azione sacrificale. E le Upaniṣad, come nota Alf Hiltebeitel, vanno oltre in quanto il karman non ha più la funzione "positiva" di "costruire un sé permanente" attraverso una corretta esecuzione del rito ma è frutto del desiderio (kāma) che incatena al saṃsāra (ciclo delle rinascite) a prescindere se questo desiderio produca del "bene" o del "male". E se da una parte l'azione rituale non è nelle Upaniṣad rigettata essa non è più sufficiente, anzi è subordinata alla liberazione dal saṃsāra indicata con il termine mokṣa (o mukti) ottenuta per mezzo della conoscenza (vidyā o anche jñāna) dell'unità sottostante al reale (ātman-brahman) grazie agli insegnamenti di un maestro spirituale.

## Bramanesimo
(Bhāgavatapurāṇa VI,3,33. Traduzione di Alberto Pelissero, in Hinduismo antico (a cura di Francesco Sferra). Milano, Mondadori, 2010, p. 1246)

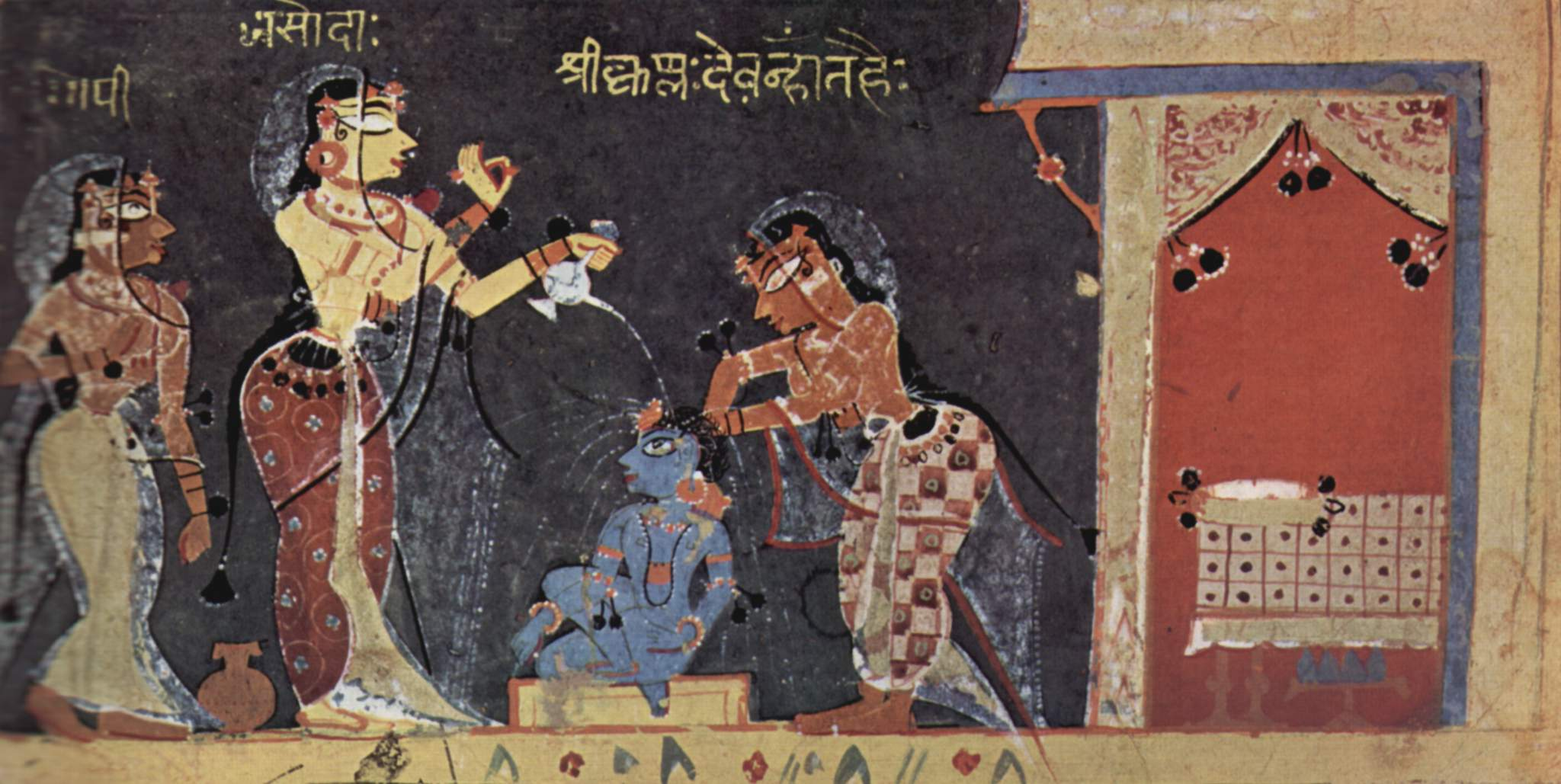
Immagine tratta da un manoscritto del Bhāgavata Purāṇa risalente al XVI secolo e conservato presso la Madhuri D. Desai Gallery di Mumbai. L'immagine presenta Kṛṣṇa assistito dalle gopī, le mandriane affascinate dal divino infante. Attribuito a Vopadeva (XIII secolo), ma forse antecedente di qualche secolo, il Bhāgavata Purāṇa è un Purāṇa vaiṣṇava composto in 12 skandha che narrano la vita del giovane Kṛṣṇa e i suoi amori con le gopī, supremo ideale dell'amore umano-divino

Considerata l'opportuna avvertenza che il termine e la nozione di "Induismo" sono assolutamente recenti e per lo più inerenti alle classificazioni degli studiosi o degli hindu riformati, il termine "Induismo" indica di norma quel contesto religioso venuto ad essere dopo il Bramanesimo. Pur tuttavia il confine tra Bramanesimo e Induismo non è chiaramente delimitato, e altri autori, ad esempio Jan Gonda, preferiscono considerare quello che alcuni denominano Bramanesimo nel contesto dell'Induismo "antico". Lo Knaurs Großer Religionsführer curato da Gerhard J. Bellinger e pubblicato dalla Droemer Knaur di Monaco nel 1986, edito in italiano dalla Garzanti nel 1989 come Enciclopedia delle religioni, presenta Vedismo, Bramanesimo e Induismo in tre distinti lemmi: il primo procede dall'invasione degli indoari occorsa tra il 1800 e il 1600 a.C. fino all'800 a.C. dove sopraggiunge il secondo che dura fino al 400 a.C. inizio del vero e proprio Induismo. Tenendo presente, come ci ricorda Charles Malamoud, che di fatto la Religione vedica e il Bramanesimo non sono del tutto tramontati in India:
(Charles Malamoud. La danza delle pietre. Milano, Adelphi, 2005)

### Le tardeUpaniṣad, la letteratura epica e laBhagavadgītā

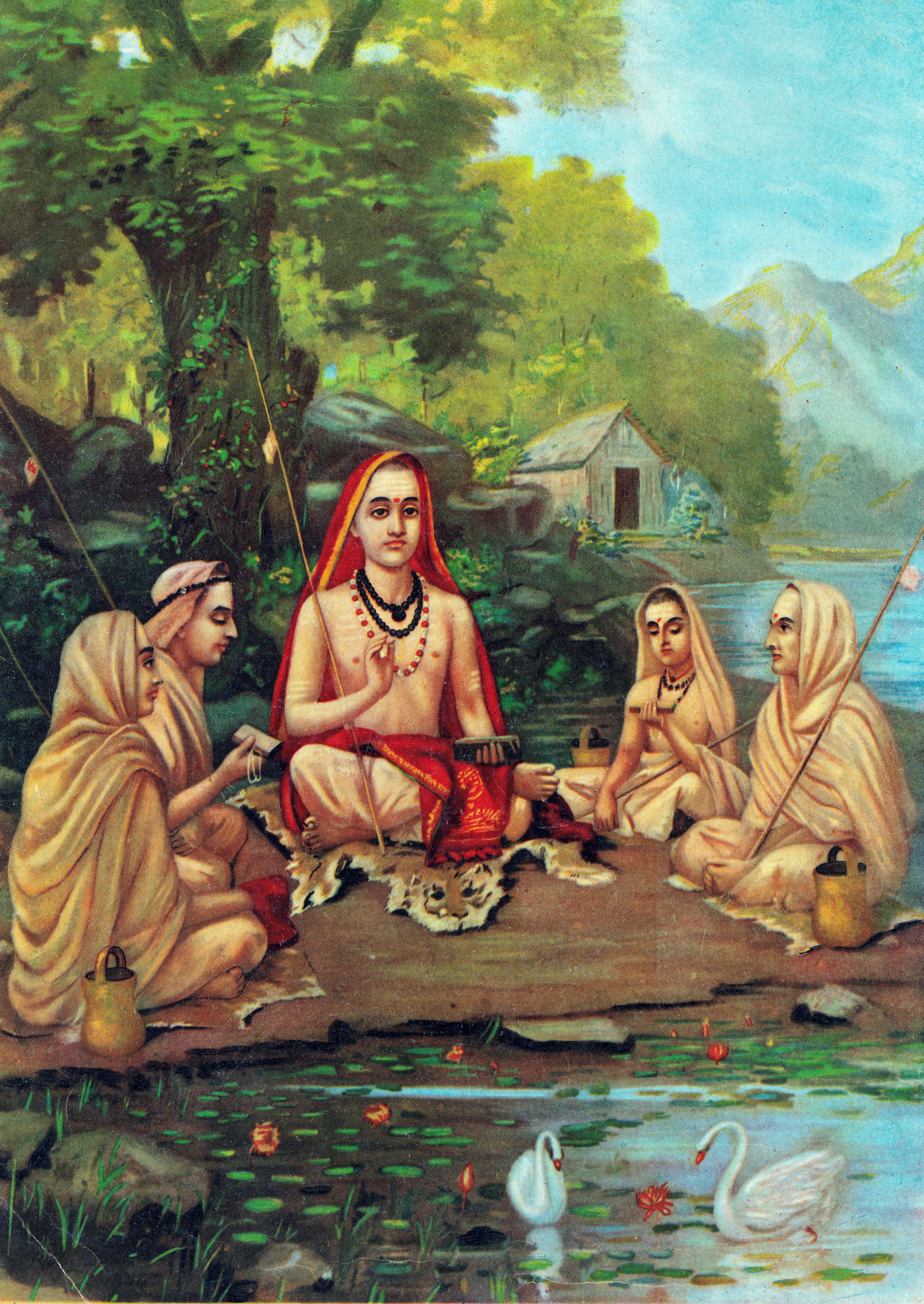
Dipinto raffigurante il famoso teologo e filosofo dell'Advaitavedānta, Śaṅkara (788-820), opera di Raja Ravi Varma (1848–1906). A Śaṅkara la critica moderna attribuisce con certezza i commentari (bhaṣya) al Brahmasūtra, alla Bṛhadāraṇyaka Upaniṣad e alla Taittirīya Upaniṣad nonché gli Upadaśasāhasrī ("Mille insegnamenti"). Veementi saranno gli attacchi polemici portati da Śaṅkara alle scuole buddhiste in quanto negatrici dell'autorità religiosa del Veda

Alcune delle ultime Upaniṣad vediche (500-400 a.C.) si avviano a riportare le prime riflessioni yogiche. In questo contesto la Śvetāśvatara Upaniṣad e la Kaṭha Upaniṣad si incentrano su due precise divinità: la prima su Rudra-Śiva, la seconda su Viṣṇu. Come ha notato Madeleine Biardeau questa letteratura religiosa non si appella per indicare l'Assoluto allo ātman-brahman proprio delle Upaniṣad precedenti, ma riconsidera quel Puruṣa indicato nel Ṛgveda (X,90, vedi anche più avanti), il quale, come precisa l'inno vedico, si manifesta solo per un quarto per mezzo di "tutti gli esseri", consistendo, gli altri tre quarti, nell'"immortale nel cielo":
(Ṛgveda X,90,3. Traduzione di Philippe Swennen)
Questo Puruṣa upaniṣadico non corrisponde alla sola "anima" come accade nel successivo Sāṃkhya, quanto piuttosto indica sia tale "anima" sia la "divinità suprema". Se le precedenti Upaniṣad indicano la relazione tra individuo e assoluto nella coppia ātman-brahman queste Upaniṣad recenziori la mostrano attraverso la coppia puruṣa-Puruṣa. Ed è proprio la Kaṭha Upaniṣad ad indicare un percorso yogico che consente al puruṣa individuale di raggiungere il Puruṣa supremo (inteso qui come divinità suprema), condizione che si rifletterà nella successive pratiche devozionali della bhakti.
Nello stesso periodo si avvia a prendere la sua forma definitiva il poema epico (Itihāsa, lett. "In verità accade ciò") conosciuto come il Mahābhārata (Grande [storia dei discendenti di] Bharata) il quale, tuttavia, ha origini ben più antiche che risalgono al periodo comune con gli iranici essendo le loro epiche collegate.
Negli sviluppi successivi, questa grande epopea, o più precisamente la Bhagavadgītā in esso contenuta, diffonde al livello popolare alcuni elementi teologici già presenti nelle tarde Upaniṣad ovvero la doppia funzione, complementare, di Viṣṇu e Śiva come creatore e distruttore dell'universo. Mircea Eliade ritiene fondante la complementarità di Shiva e di Vishnu come espressa nel Mahābhārata per la nascita dell'Induismo.
Se dunque nei Veda l'origine di Tutto è quel Puruṣa che viene sacrificato dai deva, di cui è origine, per dare forma all'universo, e se addirittura colui che ha prodotto la genesi del Tutto forse nemmeno è a conoscenza di dove il Tutto provenga e che dietro ciò che trascende il mondo vi è comunque una unità di fondo; nei Brāhmaṇa l'origine di Tutto è certamente Prajāpati, il sacerdote cosmico; mentre nelle prime Upaniṣad tale principio unitario di fondo da cui tutto proviene e di cui tutto è espressione è ricondotto al brahman; nelle tarde Upaniṣad vediche si torna al Puruṣa originario che viene tuttavia personalizzato come divinità, di volta in volta indicata come Viṣṇu o Rudra-Śiva; infine, nella tarda formazione della letteratura epica e nei Purāṇa, letteratura religiosa a cui potevano accedere tutte le caste (e non solo quelle ārya, vedi dopo) ivi comprese le donne, tale divinità si manifesta con definite dottrine teologiche e cultuali dando forma all'Induismo per come lo conosciamo oggi.
Madeleine Biardeau appella questo "Induismo", che abbraccia nei suoi insegnamenti, tutti gli hindu a prescindere dal loro genere e condizione sociale, come "Induismo smārta" ovvero Induismo fondato sulla letteratura delle Smṛti e non quindi su quella Śruti.
Il prosieguo di questo sviluppo teologico è rappresentato dalla Bhagavadgītā (Canto dell'Adorabile Signore), un testo profondamente religioso inserito nel VI parvan del Mahābhārata, il Bhīṣmaparvan, probabilmente intorno al III secolo a.C. e divenendo un testo classico dell'insegnamento religioso e filosofico hindu a partire dall'VIII secolo d.C.. Dal punto di vista filologico sono state individuate tre stratificazioni temporali all'interno di questa opera: la prima, di contenuto "epico", è la più antica; la seconda che riporta insegnamenti propri delle dottrine del Sāṃkhya-Yoga (canti 2-5); la terza è la stratificazione "teista" legata al culto di Kṛṣṇa (canti 7-11), la quale trova, nel canto 12, un vero e proprio inno alla bhakti.
Nella sua redazione finale, secondo Mircea Eliade, la Bhagavadgītā riassume quattro dottrine:
(Mircea Eliade. Op. cit., vol. II, p. 239)

#### La "rivelazione" di Kṛṣṇa nellaBhagavadgītā

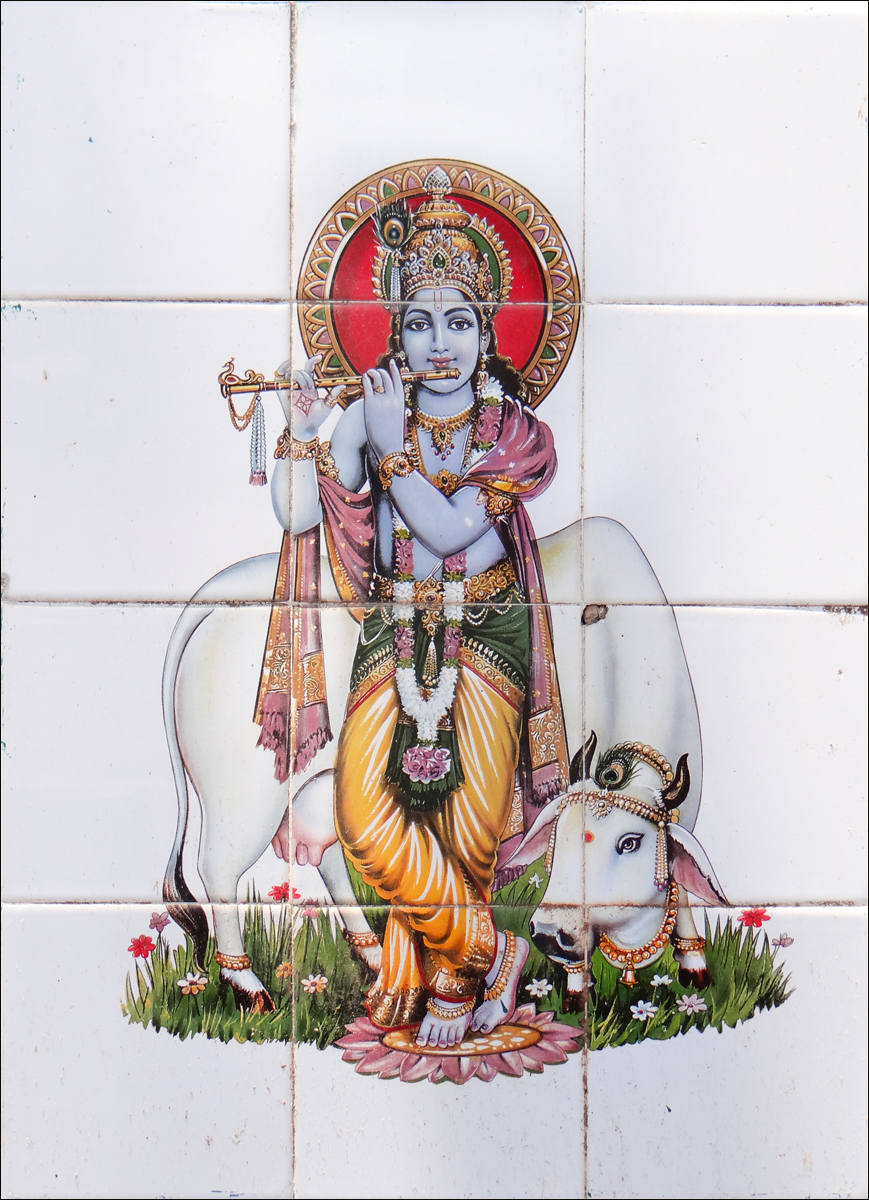
Kṛṣṇa ottavo avatāra di Viṣṇu,è il personaggio centrale della Bhagavadgītā dove si presenta come la divinità suprema che impartisce insegnamenti religiosi. Qui è raffigurato come Kṛṣṇa Veṇugopāla, ovvero Kṛṣṇa suonatore di flauto (veṇu) e pastore delle mucche (gopāla).

Questa opera, fondamentale per l'Induismo, si svolge sul campo di Kurukṣetra quando, eserciti schierati pronti al combattimento, l'eroe dei Pāṇḍava, Arjuna, preso dallo sconforto di dover uccidere maestri, amici e i cugini schierati nel campo avversario, decide di abbandonare il combattimento. Allora il suo auriga e amico Kṛṣṇa gli impone di rispettare i suoi doveri di kṣatra, quindi di combattere e uccidere, senza farsi coinvolgere da quelle stesse azioni (karma). Per convincere Arjuna della bontà dei propri suggerimenti Kṛṣṇa espone una vera e propria rivelazione religiosa finendo per manifestarsi come l'Essere supremo. Kṛṣṇa si manifesta nel mondo affinché gli uomini, e in questo caso Arjuna, lo imitino (III, 23-4).
Tutto è condizionato dai tre guṇa che procedono da Kṛṣṇa. Nell'insegnamento principale di Kṛṣṇa ad Arjuna e a tutti gli uomini consiste la novità della rivelazione della Bhagavadgītā che indica all'uomo che non solo il sacrificio vedico tiene unito il cosmo, ma anche qualsiasi suo atto purché questo sia privo di attaccamento o di desiderio verso il "risultato", ovvero gli venga attribuito un significato che prescinda dall'interesse di chi lo agisce; e tale meta è raggiungibile solo con lo yoga.
Da ciò ne consegue che se nel Veda è il brahmodya, la contesa sacrificale, il luogo per conquistare ruolo e beni terreni; nei Brāhmaṇa è lo yajña, il rito sacrificale officiato da una casta sacerdotale che garantisce in una vita futura, anche successiva a questa, i benefici cercati, e nelle Upaniṣad è il vimokṣa, la liberazione dalla mondanità l'obiettivo ultimo.

### IPurāṇa, la canonizzazione della letteratura religiosa inŚrutieSmṛti, e la formazione delleDarśana
A partire dai primi secoli della nostra Era si avviano a comparire i primi testi detti Purāṇa (racconto), anonimi e composti probabilmente da brahmani, che, unitamente alla letteratura epica, potevano essere ascoltati, letti e insegnati anche tra i componenti dell'ultima casta, gli śūdra, e tra le donne. Questi testi posseggono dunque la peculiarità di diffondere il messaggio religioso hindu presso tutta la "società" hindu, conservando la caratteristica dell'utilizzo di un sanscrito semplice e di facile comprensione, raccogliendo anche delle espressioni dialettali e popolari. A differenza dei testi raccolti nella Śruti, i Purāṇa verranno messi per iscritto relativamente presto, forse intorno al IV-V secolo d.C., in quanto la loro natura, considerata inferiore rispetto alle raccolte vediche, ne consentiva tale modalità di diffusione. Anzi, la copiatura di questi scritti e la loro diffusione era occasione di merito spirituale. Rispetto alla letteratura epica, tuttavia, i Purāṇa presentano spesso una minore universalità hindu conservando invece la marcata regionalizzazione delle dottrine e la decisa presentazione di una singola divinità, sia essa rappresenta da Śiva, Viṣṇu o con i differenti nomi con cui viene appellata la Dea.
Sempre a cavallo della nostra Era, certamente a partire dalla composizione del Manusmṛti, ma forse anche prima i testi che furono poi raccolti nella sezione detta Śruti (lett. "ascoltato") iniziarono ad essere considerati "eterni", ovvero non composti da uomo (apauruṣeya lett. "non per mezzo di un puruṣa) ma nemmeno da un essere divino (deva) o da un essere supremo: essi furono uditi all'alba dei tempi dai ṛṣi ("veggenti"), e fu rivelata (autorivelata) loro dal brahman impersonale. A differenza di questi, i testi ritenuti composti da singoli uomini (pauruṣeya) e frutto quindi della tradizione, vennero raccolti ed indicati come Smṛti (lett. "ricordo"). I testi della Smṛti riconoscono l'autorità "eterna" a quelli raccolti nella Śruti e ciò occorre a distinguere l'Induismo dalle "eterodossie" buddhista e giainista che non ne riconoscono invece tale l'autorità.
La funzione di questa classificazione, a parere di Hiltebeitel, corrisponde sia alla necessità di rendere inferiori le letterature religiose "eterodosse", che così risulterebbero tutte delle Smṛti e quindi di valore comunque inferiore rispetto alla Śruti hindu, sia per relativizzare il Dio "personale" dei bhakti e, in ogni caso, per consentire una libertà interpretativa agli autori della Smṛti i quali dovevano solo limitarsi a non contraddire o mettere in discussione la Śruti.

#### La reazione alla diffusione delle "eterodossie" buddhista, giainista e ājīvka: lo sviluppo delledarśana
Nel contempo, la necessità di compendiare quei cammini di liberazione auspicati dalla letteratura upaniṣadica e la rivalità e la competizione con le correnti religiose, come il Buddhismo, il Giainismo, e gli ājīvka, considerate eterodosse dai brahmani, porta alla nascita e allo sviluppo delle darśana (lett. "punto di vista" da dṛś "vedere", anche "opinione", "dottrina").
Sei sono le darśana considerate ortodosse dal punto di vista dell'Induismo: Mīmāṃsā, Vedānta, Nyāya, Vaiśeṣika, Yoga e Sāṃkhya.
Di queste, le Mīmāṃsā e Vedānta sono considerate particolarmente legate ai Veda e quindi indicate come smārta (ovvero come le Smṛti legate direttamente alle Śruti).
Le restanti quattro, Nyāya, Vaiśeṣika, Yoga e Sāṃkhya, pur inserendosi nella tradizione vedica affrontano tali testi secondo una spiegazione logica o razionale e per questo vengono indicate come haituka (causate, ragionate) e sono alla base di elaborate 'mappe' del Cosmo e di "vie" di liberazione dalla schiavitù della mondanità, soprattutto in risposta a quelle presentate dalle "vie" eterodosse.
- Mīmāṃsā[68] e Vedānta[69]: di queste due darśana smārta, la prima è collegata al Veda e ai Brāhmaṇa, mentre la seconda si focalizza sulle Upaniṣad (da qui il nome Vedānta fine del Veda proprio anche delle Upaniṣad). Ambedue queste scuole non valorizzano la bhakti: la Mīmāṃsā lo rigetta mentre il Vedānta lo subordina ai propri insegnamenti. La Mīmāṃsā si fonda, tra gli altri, sul Mīmāṃsāsūtra[70] di Jaimini (IV-II secolo a.C.) e consiste in una esegesi del rituale vedico e brahmanico il solo che consenta il raggiungimento dei Cieli divini (Svarga). La Mīmāṃsā non contempla infatti la mukti (la liberazione) e, pur considerando i deva realmente esistenti, ritiene che la bhakti (devozione) nei loro confronti non sia per niente necessaria per conseguire i Cieli divini. Il Vedānta si fonda invece sul Vedāntasūtra (anche Brahmasūtra) opera di Bādarāyaņa (IV-III secolo a.C.), un testo in stile aforistico che approfondisce e commenta l'opera delle Upaniṣad. Da quest'ultima darśana emergerà l'Advaitavedānta, il diffuso e importante sistema teologico codificato nell'VIII secolo da Śaṅkara.
- Nyāya e Vaiśeṣika: questi due sistemi, nati rispettivamente dal Nyāyasūtra di Gautama (III sec. a.C.-II sec. d.C.) e dal Vaiśeṣikasūtra di Kaṇāda(III sec. a.C.-II sec. d.C.), furono presto correlati tra loro e, nel V secolo d.C., furono unificati. Nyāya (logica) metteva in risalto l'utilizzo della logica come strumento di emancipazione spirituale, mentre il Vaiśeṣika (caratteristiche differenti) postulava una realtà fatta di atomi e la distinzione tra "spirito" e "materia". Questi due indirizzi furono utilizzati filosoficamente per dimostrare l'esistenza di un Essere supremo alla base sia della manifestazione e della distruzione dell'Universo, sia delle attività di liberazione dell'anima dell'uomo.
- Yoga e Sāṃkhya: queste due darśana sono probabilmente più recenti delle altre e sono basate la prima sullo Yogasūtra di Patañjali (tra il III sec. a.C. e il IV-VI secolo d.C.[71]) mentre la seconda sullo Sāṃkhyakārikā di Īśvarakṛṣṇa (IV secolo d.C.). Anche se il Sāṃkhya con il suo "ateismo" e la sua dottrina dell'isolamento (kaivalya) dello spirito (puruṣa, inteso come Sé o "coscienza pura", privo però di un Puruṣa supremo, divino o trascendente) dalla materia[72](prakṛti, di natura impersonale) che lo tiene "prigioniero", sembra connesso con il Giainismo, le sue dottrine e la sua terminologia hanno largamente influenzato l'intero Induismo[2]. Tra queste, particolare riguardo ha la dottrina dei tre guṇa[73]. I guṇa costituiscono l'ego empirico che, trascinato da essi, trasmigra di corpo in corpo (mentre il puruṣa non è per niente coinvolto in questo processo anche se vi appare vincolato). I tre guṇa corrispondono al sattva (luce, lucidità, il più ricco della luce del puruṣa[74]); al rajas (è l'elemento attivo, dominante nella condizione umana, la passione, l'energia,[75]); e al tamas (tenebre, l'oscurità, l'ignoranza). Lo Yoga erediterà pressoché in toto le dottrine Sāṃkhya, seppur con notevoli varianti, offrendo la "via" della liberazione del puruṣa dalla prakṛti attraverso un percorso indicato come Aṣṭānga ("otto membra" il cui nome potrebbe essere una risposta all'Ottuplice sentiero buddhista[2]). Il Rāja Yoga di Patañjali, si differenzia tuttavia dal Sāṃkhya in quanto diversamente da quest'ultimo riconosce l'esistenza di Dio, l'"Essere supremo", indicato con il termine di Īśvara il quale però, se conserva il ruolo di centro della meditazione yogica, non risulta un essere attivo nel percorso di liberazione del praticante.

### Induismo devozionale e Induismo tantrico
A partire dalla seconda metà del primo millennio a.C. l'alveo religioso indiano promosse dei culti devozionali (bhakta) nei confronti di un Dio personale ed assoluto indicato anche con il termine generico di Bhagavān, tale tendenza è testimoniata dalla tradizione scritturale dei poemi epici (Itihāsa) e dei Purāṇa. Subito adottata, e quindi promossa, dai circoli brahmanici, queste tradizioni teistiche si concentrarono soprattutto su due deva: Visnù e Śiva, che furono assurti a divinità assolute dalle rispettive tradizioni. Con il VI secolo d.C., in particolar modo nell'area oggi corrispondente al Nepal e al Kashmir, emerse una nuova letteratura religiosa, presto fondamento di nuove liturgie e pratiche spirituali, i Tantra. Tale nuova dimensione influenzerà, a partire dall'XI secolo, l'intera religiosità hindu penetrando anche nelle dottrine dei suoi oppositori. Accanto a queste tradizioni dominanti, l'Induismo si compone anche di un ulteriore ambito religioso che fa riferimento al culto delle Dee, probabilmente preistorico e che eredita quello della Grande Dea (Mahā Devī), tradizione conosciuta anche come śākta qualora si voglia fare riferimento a Śakti, uno dei nomi della Grande Dea che indica il potere creativo che pervade l'intero universo.
Va evidenziato che sia i culti bhakta, ivi compreso quello proprio del Viṣṇuismo, sia quelli più propriamente di natura "yogica" e "tantrica", non posseggono un'eredità diretta con l'antica religione vedica, quanto piuttosto sono eredità dei culti pre-vedici.

#### Le tradizioniviṣṇuiteekṛṣṇaite

Espansione dell'induismo nel sud-est asiatico

La corrente devozionale viṣṇuita, che indica in Viṣṇu la suprema divinità, ovvero il principio animatore e conservatore degli esseri viventi, a cui tutti gli altri deva sono sottomessi, non origina propriamente dalla religione vedica quanto piuttosto dai culti devozionali (bhakti) di provenienza pre-vedica celebrati tuttavia in onore di eroi tribali arii divinizzati, come Vāsudeva proprio del clan ario dei vṛṣni e Kṛṣṇa del clan degli yādava, o ancora con il culto pastorale degli ābhīra nei confronti di Gopāla tutti culti che saranno garantiti dall'ortodossia brahmanica incrociando il dio vedico Viṣṇu, già celebrato nel Ṛgveda (cfr. I,154,1-3) e nei Brāhmaṇa (cfr. ad es. Śatapatha Brāhmaṇa, I,9,3, 8-10) dove già aveva acquisito un ruolo di preminenza rispetto agli altri dei. Con la già presente nozione dello avatāra, ovvero della discesa del dio Viṣṇu sulla terra per ristabilire il Dharma, ecco che gli eroi divinizzati Kṛṣṇa-Vāsudeva-Gopāla si compongono nella divinità brahmanica di Viṣṇu, oggetto delle riflessioni teologiche dei successivi testi detti Purāṇa e delle scuole esegetiche viṣṇuite e kṛṣṇaite.
Quindi a partire dal Viṣṇu Purāṇa (V sec. d.C.) Kṛṣṇa è indicato come un avatāra di Viṣṇu, fondando in questo modo la corrente teologica del Viṣṇuismo che offre una sua variante, il Kṛṣṇaismo, qualora si consideri la figura di Kṛṣṇa non un avatāra del dio vedico ma la persona suprema stessa, così come celebrata nel Bhāgavata Purāṇa (testo kṛṣṇaita del IX secolo d.C.):
(Bhāgavata Purāṇa I,3,28)